# Championnats du monde de cyclisme sur route 2000
Navigation
Vérone 1999 Lisbonne 2001
Les championnats du monde de cyclisme sur route 2000 se sont déroulés du 9 au 15 octobre 2000 à Plouay en France. 
La ville n'a jamais accueilli les championnats du monde auparavant ; la dernière ville française à les avoir accueillis est Chambéry en 1989.
La nation la plus médaillée dans ces championnats du monde est la Russie, seule nation qui finit avec plusieurs médailles d'or grâce à la performance de Evgueni Petrov, titrée à la fois sur la course en ligne et le contre-la-montre, en moins de 23 ans et seul athlète multi-médaillé de ces championnats.

## Programme[1]

### Contre-la-montre
| Date                | Horaires | Horaires | Événement              | Distance |
| ------------------- | -------- | -------- | ---------------------- | -------- |
| Mardi 10 octobre    | 11 h 00  | 12 h 05  | Femmes Juniors         | 16,1 km  |
| Mardi 10 octobre    | 14 h 00  | 16 h 40  | Hommes Moins de 23 ans | 35,2 km  |
| Mercredi 11 octobre | 12 h 00  | 14 h 00  | Hommes Juniors         | 24,5 km  |
| Mercredi 11 octobre | 15 h 00  | 17 h 00  | Femmes Elite           | 24,5 km  |
| Jeudi 12 octobre    | 14 h 00  | 17 h 00  | Hommes Elite           | 47,6 km  |

L'arrivée des contre-la-montre se déroulent sur l'Avenue des championnats du monde à Plouay, créée spécialement pour l'épreuve.

### Course en ligne
| Date                | Horaires | Horaires | Événement              | Distance | Nombre de tours |
| ------------------- | -------- | -------- | ---------------------- | -------- | --------------- |
| Vendredi 13 octobre | 09 h 15  | 11 h 30  | Femmes Juniors         | 70,8 km  | 5               |
| Vendredi 13 octobre | 12 h 30  | 17 h 15  | Hommes Moins de 23 ans | 169,8 km | 12              |
| Samedi 14 octobre   | 09 h 00  | 11 h 30  | Hommes Juniors         | 127,4 km | 9               |
| Samedi 14 octobre   | 13 h 45  | 17 h 30  | Femmes Elite           | 127,4 km | 9               |
| Dimanche 15 octobre | 10 h 30  | 17 h 30  | Hommes Elite           | 268,9 km | 19              |

Le départ et l'arrivée des courses en ligne se déroulent sur l'Avenue des championnats du monde à Plouay, créée spécialement pour l'épreuve. Ces épreuves se disputent sur plusieurs tours du circuit Jean-Yves Perron, long de 13,9 km.

## Tableau des médailles
| Rang  | Nation           | Or | Argent | Bronze | Total |
| ----- | ---------------- | -- | ------ | ------ | ----- |
| 1     | Russie           | 2  | 1      | 1      | 4     |
| 2     | Pologne          | 1  | 2      | 2      | 4     |
| 3     | France           | 1  | 1      | -      | 2     |
| -     | Ukraine          | 1  | 1      | -      | 2     |
| 5     | Biélorussie      | 1  | -      | -      | 1     |
| -     | États-Unis       | 1  | -      | -      | 1     |
| -     | Lettonie         | 1  | -      | -      | 1     |
| -     | Nouvelle-Zélande | 1  | -      | -      | 1     |
| -     | Royaume-Uni      | 1  | -      | -      | 1     |
| 10    | Australie        | -  | 1      | 1      | 2     |
| -     | Italie           | -  | 1      | 1      | 2     |
| -     | Pays-Bas         | -  | 1      | 1      | 2     |
| 13    | Allemagne        | -  | 1      | -      | 1     |
| -     | Suisse           | -  | 1      | -      | 1     |
| 15    | Canada           | -  | -      | 1      | 1     |
| -     | Espagne          | -  | -      | 1      | 1     |
| -     | Hongrie          | -  | -      | 1      | 1     |
| -     | Lituanie         | -  | -      | 1      | 1     |
| -     | Suède            | -  | -      | 1      | 1     |
| Total | Total            | 10 | 10     | 10     | 30    |

| Rang  | Nation           | Or | Argent | Bronze | Total |
| ----- | ---------------- | -- | ------ | ------ | ----- |
| 1     | Russie           | 2  | 1      | 1      | 4     |
| 2     | Pologne          | 1  | 1      | 1      | 3     |
| 3     | Ukraine          | 1  | 1      | -      | 2     |
| 4     | Lettonie         | 1  | -      | -      | 1     |
| -     | Nouvelle-Zélande | 1  | -      | -      | 1     |
| 6     | Italie           | -  | 1      | 1      | 2     |
| 7     | Allemagne        | -  | 1      | -      | 1     |
| -     | Suisse           | -  | 1      | -      | 1     |
| 9     | Australie        | -  | -      | 1      | 1     |
| -     | Espagne          | -  | -      | 1      | 1     |
| -     | Hongrie          | -  | -      | 1      | 1     |
| Total | Total            | 6  | 6      | 6      | 18    |

| Rang  | Nation      | Or | Argent | Bronze | Total |
| ----- | ----------- | -- | ------ | ------ | ----- |
| 1     | France      | 1  | 1      | -      | 2     |
| 2     | Biélorussie | 1  | -      | -      | 1     |
| -     | États-Unis  | 1  | -      | -      | 1     |
| -     | Royaume-Uni | 1  | -      | -      | 1     |
| 5     | Pays-Bas    | -  | 1      | 1      | 2     |
| 6     | Australie   | -  | 1      | -      | 1     |
| -     | Pologne     | -  | 1      | -      | 1     |
| 8     | Canada      | -  | -      | 1      | 1     |
| -     | Lituanie    | -  | -      | 1      | 1     |
| -     | Suède       | -  | -      | 1      | 1     |
| Total | Total       | 4  | 4      | 4      | 12    |

## Podiums

### Hommes
| Épreuves                                               | Or                            | Or              | Argent                    | Argent | Bronze                   | Bronze       |
| Épreuves Élites                                        |                               |                 |                           |        |                          |              |
| Élites - Course en Ligne Résultats détaillés           | Romāns Vainšteins Lettonie    | 6 h 15 min 28 s | Zbigniew Spruch Pologne   | m.t.   | Óscar Freire Espagne     | m.t.         |
| Élites - Contre-la-Montre Résultats détaillés          | Serhiy Honchar Ukraine        | 56 min 21 s     | Michael Rich Allemagne    | + 10 s | László Bodrogi Hongrie   | + 24 s       |
| Épreuves - Moins de 23 ans                             |                               |                 |                           |        |                          |              |
| Moins de 23 ans - Course en Ligne Résultats détaillés  | Evgueni Petrov Russie         | 3 h 58 min 06 s | Yaroslav Popovych Ukraine | + 3 s  | Lorenzo Bernucci Italie  | m.t.         |
| Moins de 23 ans - Contre-la-Montre Résultats détaillés | Evgueni Petrov Russie         | 43 min 54 s     | Fabian Cancellara Suisse  | + 52 s | Michael Rogers Australie | + 1 min 19 s |
| Épreuves - Juniors                                     |                               |                 |                           |        |                          |              |
| Juniors - Course en Ligne Résultats détaillés          | Jeremy Yates Nouvelle-Zélande | 2 h 59 min 26 s | Antonio Bucciero Italie   | + 1 s  | Aleksandr Arekeev Russie | m.t.         |
| Juniors - Contre-la-Montre Résultats détaillés         | Piotr Mazur Pologne           | 30 min 58 s     | Vladimir Gusev Russie     | + 18 s | Łukasz Bodnar Pologne    | + 30 s       |

### Femmes
| Épreuves                                       | Or                              | Or              | Argent                        | Argent       | Bronze                      | Bronze      |
| Épreuves Élites                                |                                 |                 |                               |              |                             |             |
| Élites - Course en Ligne Résultats détaillés   | Zinaida Stahurskaia Biélorussie | 3 h 17 min 39 s | Chantal Beltman Pays-Bas      | + 1 min 27 s | Madeleine Lindberg Suède    | +1 min 50 s |
| Élites - Contre-la-Montre Résultats détaillés  | Mari Holden États-Unis          | 33 min 14 s     | Jeannie Longo-Ciprelli France | + 3 s        | Rasa Polikevičiūtė Lituanie | + 46 s      |
| Épreuves - Juniors                             |                                 |                 |                               |              |                             |             |
| Juniors - Course en Ligne Résultats détaillés  | Nicole Cooke Royaume-Uni        | 1 h 49 min 02 s | Magdalena Sadlecka Pologne    | + 8 s        | Clare Hall-Patch Canada     | + 12 s      |
| Juniors - Contre-la-Montre Résultats détaillés | Juliette Vandekerckhove France  | 22 min 16 s     | Katherine Bates Australie     | + 31 s       | Bertine Spijkerman Pays-Bas | + 45 s      |